# Music (filme de 2021)
Music é um filme de drama musical americano de 2021 dirigido pela cantora e compositora Sia . O filme foi co-escrito por Sia e Dallas Clayton, e estrelado por Kate Hudson, Leslie Odom Jr. e Maddie Ziegler . Ele marca a estreia de Sia na direção de um longa-metragem. O filme segue Zu, uma traficante de drogas recém-sóbria que se torna a única guardiã de sua meia-irmã Music, uma adolescente autista não-verbal. O filme começou a ser desenvolvido após o anúncio do projeto por Sia em 2015. Originalmente planejado como um filme não musical, foi posteriormente reconcebido como um com um orçamento maior, sendo filmado em meados de 2017. Um álbum de estúdio da Sia também foi lançado em conexão com o filme, incluindo algumas das 10 canções que ela escreveu para ele.
O filme foi lançado na Austrália em 14 de janeiro de 2021, pelo StudioCanal, e em cinemas IMAX selecionados nos Estados Unidos por uma noite em 10 de fevereiro de 2021, seguido por um lançamento sob demanda em 12 de fevereiro de 2021, pela Vertical Entertainment . O filme foi um fracasso de bilheteria, arrecadando US$ 645.949 contra seu orçamento de US$ 16 milhões. Music recebeu críticas geralmente negativas dos críticos, com a maioria das críticas decorrentes de sua representação do autismo. Foi indicada a Melhor Filme - Musical ou Comédia e Melhor Atriz - Filme de Comédia ou Musical (Hudson) no 78º Globo de Ouro, mas também foi indicada a quatro Prêmios Framboesa de Ouro, vencendo Pior Atriz por Hudson, Pior Atriz Coadjuvante por Ziegler e Pior Diretor da Sia.

Sinopse
Afastada de sua família, Kazu "Zu" Gamble é uma traficante de drogas recém-sóbria, que é a única guardiã de sua meia-irmã autista não-verbal, Music, após a morte de sua avó, Millie, que tomava conta de Music. Zu trafica drogas com a ajuda de seu amigo Rudy, mas não consegue pagá-lo porque está desempregada. Certa manhã, Music teve um colapso quando Zu não conseguiu trançar o cabelo. Seu vizinho, Ebo, vem para ajudar a acalmar Music, e Zu e Ebo formam uma amizade. Zu descobre que Ebo é um boxeador que ensina boxe para crianças, sendo um deles Felix, que é vizinho de Music e costuma ser visto observando-a (ele não gosta de boxe, mas é forçado a praticar por conta de seu pai). Zu aprende a cuidar da Music com a ajuda de Ebo, mas continua traficando drogas para sustentar financeiramente seu sonho de se mudar para a Costa Rica .
Ebo revela a Zu que a sua ex-mulher o trocou pelo seu irmão, e ela promete acompanhá-lo ao casamento. Rudy pede a Zu para entregar medicamentos para o HIV a um comprador, que mais tarde se revelou ser Ebo. Quando Zu e Music vão passear, Zu se distrai e Music é picada por uma abelha. Ela sofre uma reação alérgica e é hospitalizada. Zu não pode pagar pelo tratamento e acabou deixando sua bolsa no parque. Aflita, Zu começa a beber e sofre uma recaída . Ela se envolve em uma briga com o vizinho de Ebo e a polícia é chamada; ela revela que está em liberdade condicional . Na mesma noite, os pais de Felix entram em uma briga física que resulta na morte acidental de Felix por seu pai quando ele tenta intervir.
Passado algum tempo, Ebo, vai ao casamento do irmão sem a Zu. Enquanto isso, Zu leva Music para um centro de adoção, mas não consegue deixá-la lá. Eles decidem se juntar a Ebo no casamento, onde Zu e Ebo se beijam no palco e se preparam para cantar. A Music interrompe e começa a cantar ela mesma. Mais tarde, Music recebe um novo cão de apoio, que Felix havia arranjado para ela antes de sua morte.

Resposta crítica
No site de resenhas Rotten Tomatoes, Music tem um índice de aprovação de 7% com base em 55 resenhas, com nota média de 3,5/10. O consenso dos críticos do site diz: "Ofensivo em sua representação do autismo - e dolorosamente equivocado em essencialmente todos os aspectos - Music é um projeto de vaidade que implora para ser recusado." De acordo com o Metacritic, que atribuiu ao filme uma pontuação média ponderada de 23 em 100 com base em 18 críticos, Music recebeu "críticas geralmente desfavoráveis".
Tom Breihan, do Stereogum, escreveu que "os críticos odeiam isso" e notou as críticas à escolha de Ziegler como atriz. Jake Wilson, do The Sydney Morning Herald, chamou o filme de "pouco menos um fiasco desconcertante" do que Cats de Tom Hooper, que "deixa você se perguntando o que alguém estava pensando" e disse que escalar Ziegler como uma garota autista é "evidentemente problemático" na década de 2020. James Croot do Stuff também comparou Music a Cats, e escreveu que os "personagens são unidimensionais" e que "uma participação especial inexplicável da própria Sia é simplesmente bizarra".  Stephen Russell, da Time Out, afirmou que Music é "um drama de neurodiversidade bem-intencionado, mas confuso e fantástico", dando-lhe 2 de 5 estrelas e comparando-o com Rain Man . Charlotte O'Sullivan, escrevendo para o Evening Standard, deu a mesma nota e criticou o filme, descrevendo-o como uma "bagunça grosseira e preguiçosa". Kevin Maher, escrevendo para o The Times, deu ao filme 2 de 5 estrelas, descrevendo o filme como uma "mistura destruidora de cabeças" e questionando suas indicações ao Globo de Ouro. Ele, no entanto, elogiou a trilha sonora. Johnny Oleksinski, escrevendo para o New York Post, chamou o filme de "inassistível e ofensivo", dando-lhe 0 de 5 estrelas, dizendo que "Sia deveria deixar a cadeira de diretor para trás".
Vários meses antes do filme ser lançado, Sia recebeu criticas por escalar Ziegler (que é neurotípica) como uma garota autista no filme. Em fevereiro de 2021, Sia reconheceu as críticas que recebeu da comunidade autista e se desculpou no Twitter. Em resposta ao criticismo à representação da contenção física ser potencialmente  perigosa, Sia anunciou que futuras exibições seriam precedidas por um aviso, e que teria as cenas de contenção removidas. Drew Miller Hyndman do BBC  escreveu que "para muitos na comunidade autista, a desculpa da Sia é vista como tardia demais".
A Autistic Self Advocacy Network (ASAN), em um comunicado de imprensa conjunto, declararam que o uso das restrições é perigoso depois que a "equipe de filmagem [falhou] em abordar recomendações para proteger pessoas autistas", e pediu que Sia cancelasse o filme. A defensora dinamarquesa do autismo, Nina Skov Jensen, iniciou uma petição no site Change.org pedindo a rescisão das indicações do filme ao Globo de Ouro, que recebeu mais de 140.000 assinaturas. O Conselho Nacional de Autismo Severo, no entanto, descreveu essa resposta negativa como um "ataque a Sia por uma minoria vocal e desequilibrada". Jill Escher, presidenta da organização, defendeu Sia, escrevendo que "lançar uma cruzada de cancelamento " contra ela por causa das escolhas de elenco não era razoável e que envergonhá-la publicamente é uma "tragédia para as artes e a comunidade do autismo". A organização também publicou uma carta de um fã autista intitulada "Obrigado por representar uma garota com autismo severo".